# 晁盡孝
晁盡孝（1458年—？），字克仁，直隸高陽縣（今河北省高陽縣）人，明朝政治人物。

## 生平
順天府鄉試第五十八名，成化二十三年（1487年）登丁未科進士。官至陝西華陰縣知縣。

## 家族
曾祖晁敬先；祖父晁榮；父晁剛，前母李氏；母翟氏；繼母張氏。严侍下。